# Districtul Srem

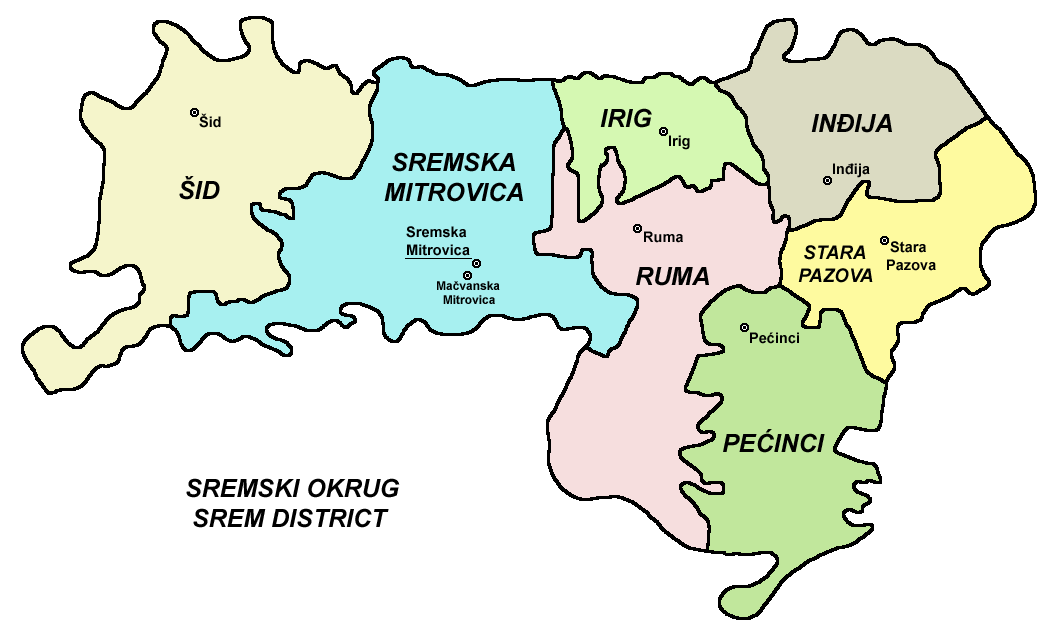

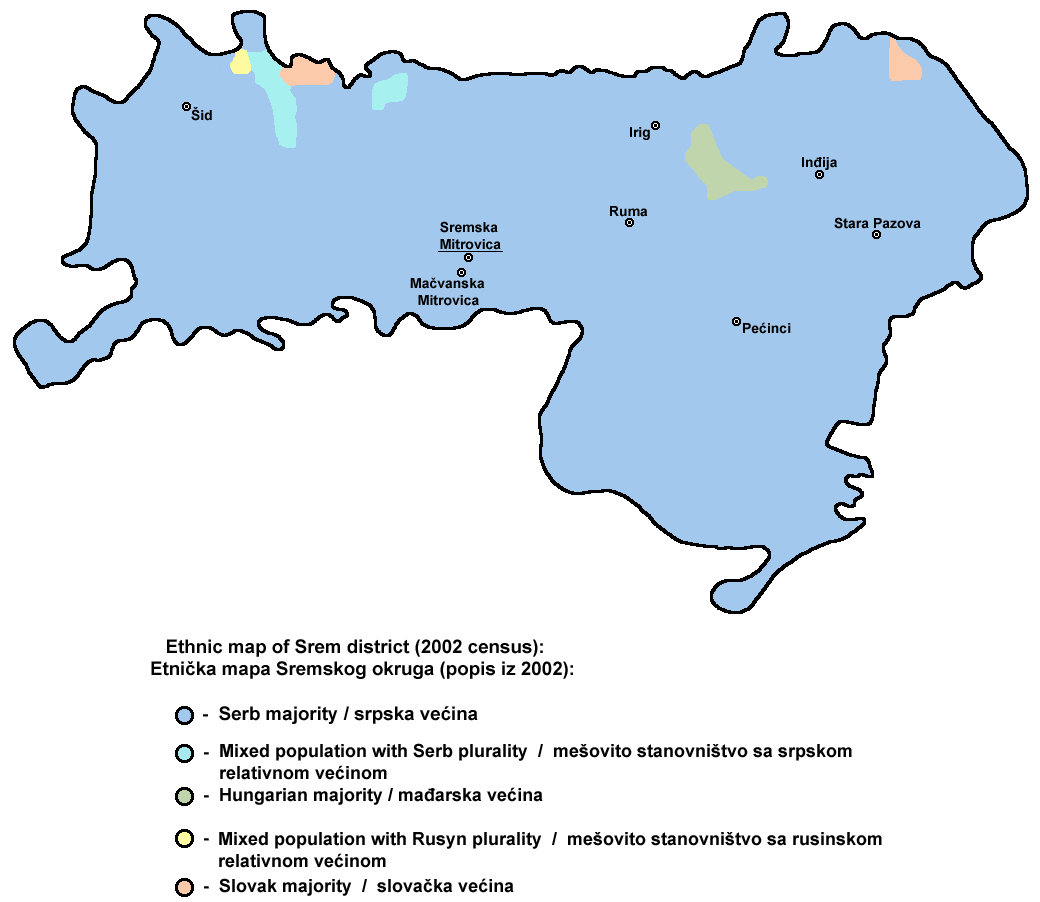

Districtul Srem (în sârbă Сремски округ, cu alfabetul latin: Sremski okrug) este o unitate administrativă de gradul I, situată în partea de nord a Serbiei. Reședința sa este orașul Sremska Mitrovica. Cuprinde 7 comune care la rândul lor sunt alcătuite din localități (orașe și sate).

## Comune
- Šid
- Inđija
- Sremska Mitrovica
- Irig
- Ruma
- Stara Pazova
- Pećinci